# Rudi Wagener
Rudi Wagener (* 17. Februar 1899 in Ruhrort; † 4. Oktober 1963 in Aplerbeck) war ein deutscher Schwergewichtsboxer.

## Leben
Er begann seine Karriere als Amateurboxer, war 1920 und 1922 Deutscher Meister im Schwergewicht.
Später wechselte er ins Profilager. Sein größter Erfolg wurde die Erringung der Deutschen Meisterschaft im Schwergewicht im Mai 1927 in der Dortmunder Westfalenhalle gegen Hans Breitensträter, dem er in einer früheren Begegnung 1924 durch K. o. in der ersten Runde unterlegen war. Diesen Titel verlor er am 4. April 1929 im Schöneberger Sportpalast in Berlin durch eine Punktniederlage an Ludwig Haymann aus München.
Am 11. Mai 1928 verlor er im New Yorker Madison Square Garden gegen Clayton „Big Boy“ Peterson seinen einzigen außereuropäischen Kampf. Weitere namhafte Gegner Wageners waren Paul Samson-Körner, Franz Diener, Hans Schönrath, Walter Neusel und Richard Grupe.
Er heiratete während des Zweiten Weltkrieges in Dresden in erster Ehe Felicitas Wiesel, im Verlaufe der 1950er Jahre in Dortmund in zweiter Ehe Rita Assa. Er besaß in Dortmund das Restaurant „Sportzentrale“ und etwas später in Aplerbeck das Restaurant „Zur letzten Runde“.